# ذخیره‌گاه طبیعی بایکال
ذخیره‌گاه طبیعی بایکال (به لاتین: Baikal Nature Reserve) یک منطقهٔ مسکونی در روسیه است که در بوریاتیا واقع شده‌است.